# Закон України № 4292-IX
Законом України № 4292-IX обмежено застосування негаторних позовів, а також повноваження держави та територіальних громад в спорах  щодо витребування чи визнання права щодо нерухомого майна, переданого з державної або комунальної власності у приватну власність, внесено зміни до Цивільного кодексу України та інших актів:
- визначено початок перебігу позовної давності за вимогами щодо витребування чи визнання права щодо нерухомого майна, переданого з державної або комунальної власності у приватну власність (від дня державної реєстрації права власності першого набувача або дати передачі першому набувачеві нерухомого майна);
- статтю 388 (Право власника на витребування майна від добросовісного набувача) Цивільного кодексу України викладено в новій редакції, зокрема встановлено, що держава, територіальна громада не може витребувати майно від добросовісного набувача на свою користь, якщо з моменту реєстрації у Державному реєстрі речових прав на нерухоме майно права власності першого набувача на нерухоме майно, передане такому набувачеві з державної або комунальної власності у приватну власність, незалежно від виду такого майна, минуло більше десяти років або з дати передачі першому набувачеві з державної або комунальної власності у приватну власність нерухомого майна, щодо якого на момент такої передачі законодавством не була встановлена необхідність державної реєстрації правочину або реєстрації права власності, минуло більше десяти років;
- запроваджено обов’язковий механізм компенсації вартості витребуваного майна добросовісному набувачеві у разі витребування у нього нерухомості на користь держави чи громади (Статтю 390  Цивільного кодексу України доповнено частиною п’ятою)[2];
- назву статті 391 Цивільного кодексу України викладено вновій редакції "Захист права власності власника майна" та доповнено частиною другою такого змісту: "2. Якщо органом державної влади або органом місцевого самоврядування, незалежно від того, чи мав такий орган відповідні повноваження, вчинялися будь-які дії, спрямовані на відчуження майна, в результаті яких набувачем такого майна став суб’єкт права приватної власності, спори щодо володіння та/або розпоряджання, та/або користування таким майном відповідним органом державної влади або органом місцевого самоврядування вирішуються на підставі статей 387 і 388 цього Кодексу";
- встановлено зворотню дію в часі норм щодо умов та порядку компенсації органом державної влади або органом місцевого самоврядування добросовісному набувачеві вартості нерухомого майна;
- внесено зміни до Господарського процесуального кодексу України та Цивільного процесуального кодексу України щодо визначення порядку внесення на депозитний рахунок суду грошових коштів у розмірі вартості спірного майна, оцінка (експертно-грошова оцінка земельної ділянки) якого здійснена в порядку, визначеному законом, чинна на дату подання позовної заяви.

## Передумови прийняття
Судова практика вирішення віндикаційних та негаторних позовів багато років була усталеною, прогнозованою та послідовною. Віндикаційний позов застосовується для витребування речі законним власником від її фактичного, але незаконного володільця, а негаторний – для усунення порушень права власності, які перешкоджають використанню майна її законним власником, але не позбавляють його володіння цим майном.
У 2018 році Велика Палата Верховного Суду  зробила виняток з цього правила для земель водного фонду, вказавши, що зайняття таких земельних ділянок фактичним користувачем (тимчасовим  володільцем) слід розглядати як не пов’язане із позбавленням власника його права володіння земельною ділянкою.
Цей висновок Великої Палати Верховного Суду викликав несприйняття в окремих суддів Верховного Суду, свідченням чого є окрема думка судді Касаційного цивільного суду Крата В.І. щодо постанови колегії суддів Другої судової палати Касаційного цивільного суду від 11 грудня 2019 року у справі № 487/6893/15-ц (провадження № 61-14064св18) в якій Крат В. І. зазначив: 

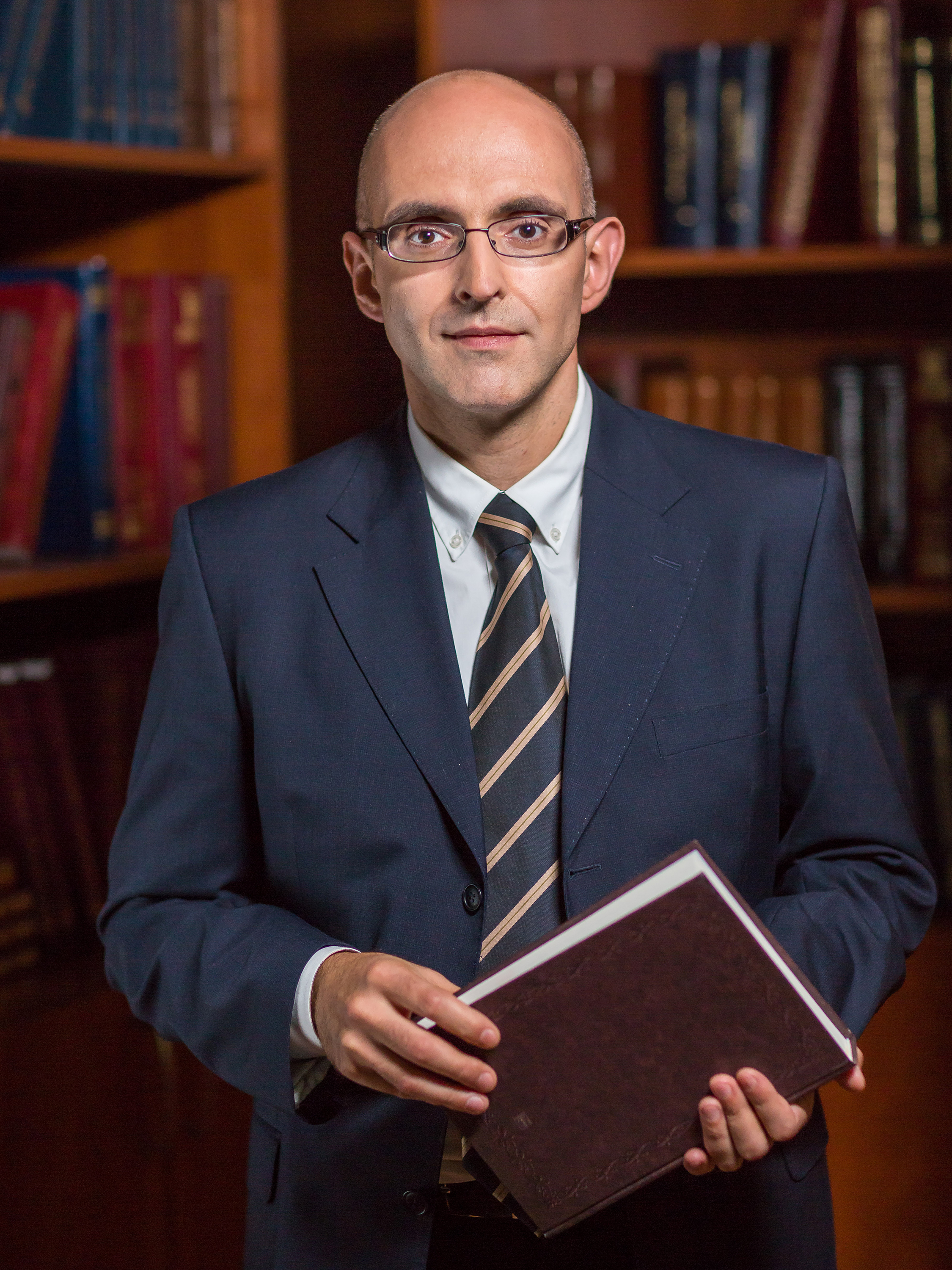
Василь Крат, учасник робочої групи

"Зайняття земельної ділянки водного фонду з порушенням, зокрема, статті 59, підпункту «ґ» частини третьої статті 83, підпункту «г» частини третьої, підпункту «д» частини четвертої статті 84, частини третьої статті 93 ЗК України, статті 85, частини п`ятої статті 88 ВК України треба розглядати як не пов`язане з позбавленням володіння порушення права власності держави чи відповідної територіальної громади...
В тому разі коли власник втрачає, як фізичне, так і «юридичне» (інша особа зареєструвала на своє ім`я право власності в державному реєстрі прав на нерухомість) володіння, констатувати наявність в публічного власника (держави чи територіальної громади) володіння на земельною ділянкою водного фонду (за умови його відсутності), і повертати таку земельну ділянку за допомогою негаторного позову є недопустимим". 
Висновок Великої Палати Верховного Суду був повторений Великою Палатою (наприклад, пункти 80, 81, 90 постанови від 12 червня 2019 року у справі № 487/10128/14-ц (провадження № 14-473 цс18)) та розвинений касаційними судами у складі Верховного Суду: Касаційний господарський суд поширив запропонований Великою Палатою підхід щодо витребування земель водного фонду також і на землі лісового фонду (постанова Касаційного господарського суду від 04 лютого 2020 року у справі № 911/3311/17); Касаційний цивільний суд – і на інші землі (постанова від 23 грудня 2020 року у справі № 358/509/17 (провадження № 61-19357св19)). 
Шляхом підміни віндикаційного позову негаторним було істотно полегшено можливість вилучення земельних ділянок в  володільців та повернення у власність держави чи територіальних громад. 

Суддя у відставці, колишній Голова Верховного Суду України, доктор юридичних наук Ярослав Романюк констатував: 
"Правду кажучи, при передачі земельних ділянок із власності держави чи територіальних громад до юридичних чи фізичних осіб справді мало місце чимало порушень, а то і відвертих зловживань. Але чи личить найвищому суду в системі судоустрою України наводити в цій царині лад шляхом відвертих маніпуляцій законом? Та і як це узгоджується з рекламним слоганом Верховного Суду, в основу якого поставлено людину, а не державу, а також принцип верховенства права: «Людина. Верховенство права. Гідність»? Питання, як кажуть, риторичні". 
Наукові дискусії продовжувались між суддями  Верховного Суду, суддя Верховного Суду Костянтин Пільков в своїй статті зазначив:
"Видається, що в умовах суперечливого законодавчого регулювання жодна з моделей, в тому числі модель захисту права власності у концепції «книжного володіння», а так само й обстоювана тут протилежна модель, яка виходить с розмежування володіння як факту та володіння як права, не позбавлені істотних недоліків. Водночас видається також, що пропонована модель, попри деякі доктринальні неузгодженості, все ж є менш суперечливою і дозволяє на практиці повнішою мірою врахувати законні інтереси, які підлягають захисту на засадах добросовісності".
Інна Спасибо-Фатєєва член робочої групи  Комітету Верховної Ради України з питань правової політики щодо опрацювання законопроектів, спрямованих на удосконалення механізму захисту права власності добросовісного набувача та член Науково-консультативної ради при Верховному Суді в телеграм-каналі ГО "Цивілістична платформа" оцінила передумови прийняття Закону України № 4292-IX наступним чином:
"Президент підписав Закон  4292-IX про внесення змін до статей ЦК про захист права власності – 388, 390, 391, а також до ст. 261 ЦК. З приводу цього можу висловити декілька думок. 1. Головне – причина появи цього закону: всім стало очевидно, що ситуації, коли в добросовісних набувачів відбирають нерухомість, є кричуще неправильними і несправедливими. А те, що за допомогою негаторних позовів обходилася позовна давність всупереч ЦК, де абсолютно немає такої підстави і комусь спало на думку використати цей позов для безстрокового захисту права державної власності – це дійсно треш. І скільки разів ми закликали задуматися над помилковістю такого підходу! Реакції ніякої. Тому те, що законодавець втрутився в цей процес, який вже наробив стільки шкоди, це може розцінюватися як критична необхідність виправити у такий спосіб цю ситуацію. Якщо ж поглянути на все це узагальненим поглядом, то ми маємо таку картину: законодавча влада вплинула на захист прав добросовісних набувачів всупереч судовій владі, яка рухалася в зворотному напряму. Таке бувало й раніш, хоча й не часто. Прикладом є й вкрай заплутаний підхід, який генерував Верховний Суд щодо 6-місячного строку як звернення до суду з позовом до поручителя. Скільки було висловлено аргументів проти того, що це не так, але ВС наполягав на своєму, допоки законодавець не вніс зміни до ч. 4 ст. 559 ЦК, які допомогли вирішити це питання! Тож подібні ситуації демонструють, що коли судова влада  поводиться так, що є гостра потреба виправити її позицію, це можливо лише за допомогою закону. Адже жодних аргументів з боку науковців не було почуто. Ми неодноразово звертали увагу на це в своїх постах і вебінарах.  Я власне дуже шкодую з цього приводу, тому що багато часу і нервів покладено на те, щоб допомогти у вирішенні проблеми, а вона не тільки не вирішується, а й затягується. Бувало й таке, що майже всі цивілісти в НКР висловлювалися однозначно, а ВС нехтував їх порадами і йшов своїм шляхом. І лише справа часу у тому, щоб стало очевидним тупиковість цього шляху. Але за цим же стоять людські долі, майнові проблеми і не тільки – а імідж вищої судової влади! Тобто з прийняття  Закону 4292-IX слідують два висновки: 1)  одна гілка влади (законодавча) впливає на підходи іншої гілки влади (судової), оскільки інших шляхів виправлення явно помилкової позиції не вбачає;2)  існують такі кричущі приклади невірних правових позицій ВС, на яких він наполягає, що виникають сумніви у тому, чи можна наразі покладатися на те, що українська вища судова влада здатна впоратися з вирішенням проблемних спорів. Якщо для європейських судів буває достатнім гасла про добросовісність, справедливість, мирне володіння майном, то у нас, як виявляється, потребується закон, який чітко визначить те, що не можна робити державній владі. Тож виходить, що попри посилання на ці принципові засади в судових рішеннях сутність цих рішень не свідчить про те, що суд саме цими засадами керується. Починаючи з 2018 року, практика Верховного Суду демонструє глибинні позитивні зміни в опрацюванні підходів до вирішення чимало яких проблем і в цілому всі вони позитивні, але на превеликий жаль є й такі, що заслуговують протилежної оцінки. І от один із прикладів – це те, що послугувало підставою прийняття  Закону 4292-IX".

## Робота над законопроектами
У червні 2024 року створена робоча група Комітету Верховної Ради України з питань правової політики щодо опрацювання законопроектів, спрямованих на удосконалення механізму захисту права власності добросовісного набувача, якій доручено опрацювати законопроекти про внесення змін до Цивільного кодексу України щодо відповідальності за шкоду, завдану державі, Автономній Республіці Крим та територіальній громаді, та посилення захисту прав добросовісного набувача (реєстр. № 11134), про внесення змін до Цивільного кодексу України щодо удосконалення механізму захисту права власності (реєстр. № 11185), про внесення змін до Цивільного кодексу України щодо захисту прав власності добросовісного набувача (реєстр. № 11233) та внести пропозиції профільному підкомітету та в липні 2024 року визначено її персональний склад.
Під час обговорення 10 липня 2024 року на засіданні робочої групи Комітету з питань правової політики щодо опрацювання законопроектів, спрямованих на удосконалення механізму захисту права власності добросовісного набувача (законопроекти реєстр. номер 11134, 11185, 11233) Василь Крат запропонував обговорити декілька блоків питань: 1) конструкція речей поза оборотом та публічна власність. При цьому потрібно визначатися, що може належати до таких речей, а що – ні. Можна більш ширше поставити навіть питання: якщо речі поза цивільним оборотом, то чи регулює їх ЦК України? Потрібно це обміркувати в контексті змісту статті 178 ЦК та потреби/чи відсутності такої у внесенні до неї змін; 2) проблематика розмежування віндикаційного та негаторного позовів, з урахуванням відповіді на питання про речі поза оборотом і публічну власність; 3) питання дотичні до строків, зокрема, запровадження об'єктивної давності. Національному правопорядку невідома конструкція об'єктивної давності і це вимагатиме, як мінімум, внесення змін до глав 18 та 19 ЦК; 4) проблематика повязана із пропозицією запровадити механізм відшкодування шкоди посадовими особами органів державної влади та місцевого самоврядування; 5) проблематика щодо дії в часі норм про об'єктивну давність та відшкодування шкоди посадовими особами з ініціативою компенсувати ринкову вартість з бюджету тим особам, з власності яких держава чи громада вирішила витребувати назад своє майно.
Під час засідання 26 вересня 2024 року робочої групи Комітету з питань правової політики щодо опрацювання законопроектів, спрямованих на удосконалення механізму захисту права власності добросовісного набувача (законопроекти реєстр. номер 11134, 11185, 11233), обговорювалася проблематика як вирішити питання компенсації добросовісному набувачеві при витребуванні майна на користь держави чи територіальної громади. Крат В.І. запропонував такий підхід до вирішення цієї проблеми: "cуд одночасно із задоволенням позову органу державної влади, органу місцевого самоврядування або прокурора про витребування майна від добросовісного набувача на користь держави чи територіальної громади вирішує питання про компенсацію органом державної влади або органом місцевого самоврядування добросовісному набувачеві ринкової вартості майна; суд постановляє рішення про витребування майна від добросовісного набувача на користь держави чи територіальної громади за умови попереднього внесення органом державної влади, органом місцевого самоврядування або прокурором ринкової вартості майна на депозитний рахунок суду. Перерахування ринкової вартості майна з депозитного рахунку суду відбувається без пред’явлення добросовісним набувачем окремого позову до держави чи територіальної громади; держава чи територіальна громада, які на підставі рішення суду компенсували добросовісному набувачеві ринкову вартість майна, набувають право вимоги про стягнення виплаченої ринкової вартості майна до особи, з вини якої таке майно набуте добросовісним набувачем".
03 жовтня 2024 року зареєстровано проект закону реєстр. номер 12089.
До першого читання законопроєкту реєстр. номер 12089 Міністерство економіки України, Міністерство цифрової трансформації України, Міністерство розвитку громад та територій України, Адміністрація Державної служби спеціального зв'язку та захисту інформації України зазначили про відсутність зауважень, Міністерство фінансів України, Міністерство культури та стратегічних комунікацій України зазначили, що законопроєкт потребує доопрацювання, Міністерство юстиції України, надало заукваження та пропозиції, до другого читання законопроєкту про необхідність допорацювання законопроєкту зазначило Міністерство фінансів України.
До другого читання законопроекту реєстр. номер 12089 від суб’єктів права законодавчої ініціативи надійшло 100 пропозицій і поправок.
Під час обговорення  законопроекту реєстр. номер 12089 20 лютого 2025 року на засіданні Комітету Верховної Ради України з питань правової політики Комітет з питань правової політики вирішив рекомендувати законопроект реєстр. номер 12089 прийняти в другому читанні та в цілому у редакції, запропонованій Комітетом , народний депутат, голова робочої групи щодо опрацювання законопроектів, спрямованих на удосконалення механізму захисту права власності добросовісного набувача Ігор Фріс зазначив:

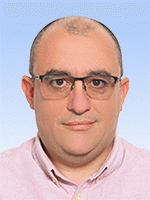
Ігор Фріс, Голова робочої групи

 "дякую, по-перше, Василю Крату за те, що він дійсно витратив величезну кількість свого часу і приймав безпосередню участь не тільки в доктрині вказаного законопроекту, а і в написанні саме матеріальних норм, які, на думку робочої групи, на думку авторів,слугуватиме саме захисту прав добросовісного набувача і, нарешті, можливо, завершить ту підміну понять, яка відбувається сьогодні, коли у добросовісного набувача, який має право власності на відповідні об'єкти, право припиняється і жодним чином ніяка компенсація йому при цього невиплачується" .

## Критика
Багато експертів та громадян виступали проти ухвалення закону, вважаючи, що він легалізує оборудки з нерухомим майном
Окремі громадські організації та активісти зазначили, що реєстрація законопроєкту реєстр. номер 12089 пов'язана з затриманням ДБР 18 січня 2024 року бізнесмена Ігоря Мазепи   за підозрою в організації схеми протиправного заволодіння землями, на яких розташовані гідротехнічні споруди критичної інфраструктури — Київської ГЕС, оскільки після цього ЗМІ та Telegram-канали почали формувати інформаційне поле для того, щоб обнулити претензії з боку держави до тих, хто раніше заволодів майном держави чи громади.
14 листопада на засіданні правового комітету заступник голови Офісу Президента Олег Татаров закликав підтримати законопроєкт 12089 бо на його думку активісти заробляють таким чином великі кошти.
Представники громадськості наголошували, що 20 лютого 2025 року під час засідання комітету народний депутат Ігор Фріс подякував судді Верховного суду Василю Крату і відзначив, що той витратив величезну кількість свого часу і брав безпосередню участь не тільки в доктрині вказаного законопроекту, а і в написанні саме матеріальних норм. Перед цим засіданням Василь Крат під час етеру на «Українському радіо» суддя Крат заперечував свою причетність до цього законопроєкту. Хоча саме він перед поданням законопроєкту 12089 заявив, що у законодавчому полі треба передбачити ринкову компенсацію, якщо громада чи держава захочуть повернути своє майно через суд. Через тиждень після цієї заяви, народні депутати і зареєстрували законодавчу ініціативу, де була зокрема врахована і ця пропозиція судді.

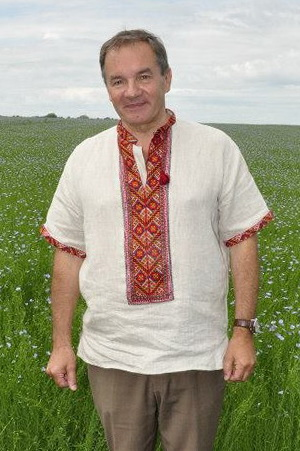
Мішель Терещенко, автор петиції ветувати Закон №4292-IX

12 березня 2025 року Верховна Рада ухвалила проєкт 12089.
17 березня 2025 року на сайті Офісу президента з'явилися 4 петиції з вимогою ветувати закон. Одну з них подав нащадок роду Терещенків — колишній мер Глухова Мішель Терещенко. Цю петицію підтримали Ада Роговцева, Олександра Матвійчук, Валерій Пекар, Тарас Тополя та Ігор Кондратюк.
19 березня 2025 року кілька десятків громадських організацій звернулися до Володимира Зеленського з вимогою ветувати закон («Екологія — Право — Людина», Українська природоохоронна група, Рух ЧЕСНО, громадська ініціатива «Голка» та інші. З-поміж них Центр протидії корупції також заявив про те, що закон слід ветувати.
24 березня виконавчий директор «Маніфест 42» Андрій Семидідько ініціював петицію до Володимира Зеленського з вимогою підписати закон 12089.
28 березня петиція Терещенка з вимогою ветувати закон набрала понад 25 000 голосів.
07 квітня 2025 року президент підписав закон, на цей момент петиція Андрія Семидідька не набрала 25 000 голосів (за результатами дослідження громадської ініціативи «Голка», на рекламу цієї петиції витратили сотні тисяч гривень у Facebook та Telegram ), а дискусії в суспільному просторі отримали новий виток.

## Підтримка
Закон підтримала низка бізнес-асоціацій, зокрема, Спілка українських підприємців (СУП), Федерація роботодавців України (ФРУ), Європейська Бізнес Асоціація (ЄБА) зазначивши, що без гарантій стабільності права власності жоден національний чи міжнародний бізнес не інвестуватиме в Україну .
Олександр Конотопський, член Ради з питань підтримки підприємництва в умовах воєнного стану, прокоментував публічні дискусії щодо Закону:
"Коли ми просували цей закон, думали, що отримаємо спротив з боку рейдерів і корумпованих правоохоронців, що користуються недосконалим законодавством для атак на бізнес. Але здивувався, що спротив ми отримали від громадських активістів і екологів.  Їхні головні тези – «легалізують награбоване і тим самим спричинять шкоду суспільству» та «забудуть ліси й парки, зіпсують річки». Це не так. П’ять конструктивних відповідей:
1. Основну користь суспільство отримує від економічної діяльності, а не від продажу державної власності. У 2021 році держава отримала від податкових надходжень в 100 разів більше коштів, ніж надходжень від приватизації (1200 млрд проти 12 млрд грн). Тож про що треба хвилюватися? Що хтось щось не доплатить за землю? Чи про те, що економіка не розвивається й доходи фізичних осіб не зростають?
2. Закон ніяк не звільняє від відповідальності чиновників, що здійснили злочин і щось вкрали.
3. Закон забезпечує 10-річний строк для перевірки законності набуття майна (що значно більше за звичні три роки).
4. Дія закону не поширюється на землі критичної інфраструктури, об’єкти оборони, культурної спадщини чи природно-заповідного фонду.
5. Ніяких змін в екологічні норми законопроєкт не вносить.
Шановних опонентів законопроєкту, прошу почитати праці Карла Маркса або Володимира Леніна. Багато з того, що ви пропагуєте, – це звідти.
Якщо вам подобається комунізм, просто чесно про це скажіть. Собі й оточенню. Це нормально. Можливо, треба спробувати ще раз". 

## Оцінка в професійному середовищі
Закон викликав неоднозначні відгуки в правничій спільноті. Зазначається, що норма доволі контроверсійна та жорстка відносно держави. Але не сказати, що очевидно несправедлива. Зрештою, така норма загалом узгоджується з логікою ЄСПЛ щодо даної категорії справ. Законопроєкт дійсно важкий та не ідеальний. Багато його норм можуть бути витлумачені неоднозначно на практиці. 

Інна Спасибо-Фатєєва, як учасник робочої групи Комітету Верховної Ради України з питань правової політики щодо опрацювання законопроектів, спрямованих на удосконалення механізму захисту права власності добросовісного набувача в телеграм-каналі ГО "Цивілістична платформа" зазначила, що: 
"Треба сказати, що багато з тих зауважень, які висловлювалися мною при підготовці законопроекту, були враховані. Це важливо (для  мене, в першу чергу). Тим не менш звертають на себе увагу деякі моменти. По-перше,  Закон 4292-IX справляє враження латки, які накладається на правову сукню. Нехай ця сукня трохи занепала, але вона продумано пошита і з добротного матеріалу. Тобто про що я? Про те, що правова тканина Цивільного кодексу науково-аналітично виважена. А  Закон є чужерідним для цієї тканини. Він явно не вписується в цивілістичний «клімат». Вибачте за вираз «як більмо на оці». Наче ЦК писали професіонали, а Закон 4292-IX дилетанти, яких не хвилює те, як слід зробити, щоб не порушити єдину продуману канву ЦК.
По-друге, з Закону 4292-IX не ясно, яка природа 10-річного строку – чи то позовна давність (як це наче слідує зі ст. 261 ЦК, куди внесені зміни), чи набувальна давність. Цей строк нагадує гермафродита. Якщо це позовна давність, то чому не були внесені зміни до ст.258 ЦК? Чому законодавець визначив початок перебігу цього строку, а сам строк в главі 19 ЦК не визначив? А якщо це набувальна давність, то чому в ч.3 ст. 388 ЦК в новій редакції вживається вираз про те, що держава, територіальна громада «не може витребувати майно»?  Крім того, якщо вона не може його витребувати, то коли воно стає власністю і кого? Застосовувати ст. 330 ЦК? І яким чином (чи ніяким) тут буде ст. 344 ЦК?
По-третє, як ставитися до виключень, які містяться у абз.5 з його пунктами ч.3 ст. 388 ЦК в новій редакції? Тобто в цих випадках держава/тер гром може чи не може витребувати майно? І знов той самий пріснозвісний негаторний позов Обговорювалося ж, що може варто піти шляхом, що таке майно необоротоздатне і взагалі зміна «власника» не має ніякого значення. Як з цим бути? Тобто цілий пласт проблем законодавець залишив. Чи то нове випробування для Верховного Суду, чи щось інше? Чим керувався законодавець при цьому – не ясно. Адже якщо вже законодавець взявся вирішувати проблему, то вона має бути однозначно вирішена, а не наполовину".
"Тож, колеги, в мене враження від Закону 4292-IX неоднозначне. Начебто законодавець хотів зробити краще, а, як кажуть «сталося як завжди». Й все це демонструє такі негаразди - і в законодавчій, і в судовій сферах, що навіть не хочеться про них писати!"